# Lengshuijiang
Lengshuijiang (冷水江 ; pinyin : Lěngshuǐjiāng) est une ville de la province du Hunan en Chine. C'est une ville-district placée sous la juridiction de la ville-préfecture de Loudi.

## Démographie
La population du district était de 349 778 habitants en 1999.